# 柏原市立堅下小学校
柏原市立堅下小学校（かしわらしりつ かたしもしょうがっこう）は、大阪府柏原市平野にある公立小学校。

## 沿革
- 1872年（明治5年）12月18日 - 開校。

## 通学区域
- 平野1・2丁目、大県2～4丁目、法善寺2丁目のうち1番～10番、11番のうち1号・2号・6号以降、法善寺2丁目のうち12番のうち21号以降[1]

※卒業後は基本的に柏原市立堅下北中学校に進学する。